# 빙하쥐
빙하쥐(Rattus richardsoni)는 시궁쥐속에 속하는 설치류의 일종이다. 인도네시아 서뉴기니의 푼착트리콜라(빌헬미나산)와 푼착자야산의 토착종이다. 해발 3,225~4,500m의 빙설 지역에서 서식한다.

## 특징
작은 설치류로 몸통 길이는 122~133mm이고, 꼬리 길이는 128~142mm이다. 발 길이는 32.2~33.9mm, 귀 길이는 22.7~24.7mm이고 몸무게는 최대 74g이다. 털이 길다. 등쪽은 황갈색을 띤다. 콧수염이 검고 최대 45mm까지 자란다. 귀는 비교적 크다. 배쪽은 누르스름한 흰색을 띤다.

## 생태
땅 위에서 주로 생활하는 육상성 동물이다. 바위 사이에 숨어 지내곤 한다. 5월과 6월 사이에 어린 새끼가 관찰된다.

## 분포 및 서식지
중부 뉴기니 산맥 서쪽 지역의 두 곳에서만 알려져 있다. 해발 3,225m와 4,500m 사이의 고산 관목 지대와 초원에서 서식한다.